# Francesco Lasca
Francesco Lasca (Osimo, 29 marzo 1988) è un ex ciclista su strada italiano, professionista dal 2012 al 2015 con il team Caja Rural-Seguros RGA.

## Carriera
Tra il 2007 e il 2011 Lasca gareggia tra i dilettanti – prima come Under-23, poi, all'ultimo anno, come Elite – con i colori dell'Associazione Ciclistica Monsummanese, sponsorizzata Bedogni-Grassi. Con tale formazione riesce a cogliere sette vittorie, tutte a livello nazionale, oltre a numerosi piazzamenti, tra cui il terzo posto al Gran Premio della Liberazione del 2009 dietro a Sacha Modolo e Michael Matthews.
Debutta tra i professionisti nel 2012 con la divisa della squadra Professional Continental spagnola Caja Rural. Al primo anno da pro ottiene subito due vittorie, in maggio una tappa al Circuit de Lorraine e in agosto una tappa al Giro del Portogallo; si piazza inoltre quarto al Dwars door Drenthe e ottavo alla Cholet-Pays de Loire.
Il 31 marzo 2013 si aggiudica, primo italiano vincitore su 53 edizioni disputate, la Vuelta a La Rioja.

## Palmarès
- 2006 (Juniores, una vittoria)

3ª tappa Giro della Basilicata (Potenza > Palazzo San Gervasio)
- 2007 (Bedogni-Natalini-Monsummanese Elite/Under-23, una vittoria)

Trofeo Edilizia Mogetta
- 2008 (Bedogni-Natalini-Monsummanese Elite/Under-23, una vittoria)

Trofeo di Autunno del Monte Pisano
- 2009 (Bedogni-Grassi-Natalini Elite/Under-23, due vittorie)

Gran Premio d'Apertura
Coppa Penna
- 2011 (Bedogni-Grassi-Natalini Elite/Under-23, tre vittorie)

Coppa Lanciotto Ballerini
Trofeo Città di Montevarchi
Gran Premio Vivaisti Cenaiesi
- 2012 (Caja Rural, due vittorie)

2ª tappa Circuit de Lorraine (Étain > L'Hôpital)
2ª tappa Giro del Portogallo (Oliveira do Barrio > Trofa)
- 2013 (Caja Rural, una vittoria)

Vuelta a La Rioja

## Piazzamenti

### Grandi Giri
- Vuelta a España

2013: 140º
2014: 156º

### Classiche monumento
- Giro di Lombardia

2014: ritirato